# アングレカム・セスキペダレ
アングレカム・セスキペダレ （学名： Angraecum sesquipedale）はアングレカム属に属するマダガスカル固有の着生ランである。1798年に発見され、1822年の文献で報告された。植物と送粉者の共進化に関するダーウィンとウォレスの予測が行われた植物種である。
本植物種には標準和名が無く、学名の音写で表記される。属名の音写は「アングレクム」、種小名の音写は「セスキペダーレ」「セスクィペダレ」などの揺らぎがある。以下、本記事では「セスキペダレ」の表記を用いて、本植物種を示す。
英語通称"Comet orchid"を直訳して「スイセイラン」と呼ぶ例も見られるが、「スイセイラン」（彗星蘭）は通常はオドントグロッサム属Odontoglossumのランを指す。

## 特徴
セスキペダレは単軸生長する単子葉植物である。この属では大型になるもので、茎は長く立ち上がり、草丈1メートルに達することがある。葉は厚みがあり、少し灰色味のある濃緑色で、先端が丸みを帯びて割れている。葉長は通常20-40cm、葉幅は 6-7cm。根は濃い灰色で太く、茎から出ている。根は少なく、樹木の樹皮にしっかりと着生する。染色体数は 2n=42。

### 花
原産地では6月から11月に伸びてくる茎の先に、光沢がある六芒星形の花ができる。ヨーロッパでは、開花期は12月から1月にかけてである。花の形と時期がヨーロッパでの通称の由来になっている。"Comet orchid"（星型の蘭）は花の形から来ており、"Christmas orchid"（クリスマスの蘭）は開花時期に由来している。花は緑色のまま咲き始め、次第に白くなり、最終的に薄緑色になる。花の緑色の濃さは株によって異なっている。花の特徴は長い緑の距を持つことであり、距の長さは20-35cmにおよぶ。距の奥には少量の花蜜があり、フルクトース・スクロース・グルコース・ラフィノースが含まれている。花は夜間のみに非常に強い芳香を放つ。通常、株あたり1花から4花を同時につける。
学名の種小名はラテン語で「1フィート二分の一」を意味し、長い距を指している。

## 分布と生育環境
マダガスカル島東部の海岸近く、標高100m以下の低地に見られ、森林周縁部の樹上に生育している。通常は、樹木の最も乾燥した枝や幹の部分で葉が少ない部分に着生している。このことによって、セキスペダレは太陽光と空気の対流を確保している。まれに岩生であり、半着生であることもある。年間降雨量3,800mm（150インチ）に達する多雨で、乾季が無く生育期が続く環境で、生育する。

## 栽培
セスキペダレが、イギリスに持ち込まれ、原産地の環境以外で初めて栽培されたのは1855年であった。
セスキペダレは、暖かく日光の多い環境を好むが、葉焼けを起こさせないように注意が必要である。生育は遅いが、大きく育つ前でも花をつけることがある。根は痛みやすく、根詰まりには注意が必要である。2年から4年で根が鉢に回って、根詰まりが起きると枯死に至ることもある。鉢替え（植え替え）には際には丁寧に扱わなければならない。根詰まりがおきにくくするためには、きめの荒い培土に植えることが推奨される。

## 進化モデル

### 共進化モデル
このランは、特にダーウィンとの関連で、生物学分野でよく知られている。ダーウィンは、1862年1月にセスキペダレの花を入手し、その非常に長い距(20-35cm)に着目した。ダーウィンは、1862年の著書『蘭の受粉』の中で、「距の奥の蜜腺まで届くほど長い口吻を持った送粉者のガが自然選択されている」と推察した。
ダーウィンが直径 2.5mmのシリンダーをセスキペダレの花に押し込む実験を行ったところ、シリンダーを引き抜くときに花粉塊が付着してくることが確認された。彼は、ガが距の奥の花蜜を取ろうとして、その頭部や体に花粉塊を付けられると推測した。そのガが訪れた次のランは、同様の理由で受粉が起きる。
『蘭の受粉』発表後しばらくの間、異常に長い口吻を持つ送粉者の概念は嘲笑され、そのようなガが存在するとは一般には信じられなかった。ジョージ・キャンベルは、1867年の著作 The Reign of Law の中で「予測されたガの複雑さは超自然な存在によって作られたことを意味する」と批判した。これに対して、ウォレスは、同年の Creation by Lawの中で、ダーウィンの自然選択説を擁護し、セスキペダレとその送粉者のガの仮説についても支持を表明した。
この論争は、ダーウィンの死後、1903年に、ウォルター・ロスチャイルドとカール・ジョーダンによって、ダーウィンの予測に当てはまるガがマダガスカルで発見されたことで決着した。そのガはキサントパンスズメガ(Xanthopan morganii praedicta)と名付けられた。亜種名praedictaはダーウィンが存在を予測(predict)していたことに敬意を表して献名されたものであったが、後にアフリカ大陸の生物種と同じであるとして亜種名は使われなくなっている。
ダーウィンがセスキペダレとその送粉者の進化について行った考察には、後に「共進化」と呼ばれる概念が含まれていた。「あるガが長い口吻を持って、長い距をもつランから花蜜を吸えるとすれば、口吻が短いガより有利である。しかし、ある程度以上に口吻が長いと、ガは送粉者ではなく盗蜜者となってしまう。植物側としては送粉が必要であるから、それらのガでも送粉が行われるように更に長い距を持つような選択圧がかかる。以上の過程で、両者ともに口吻・距が長くなる選択圧が働く進化が起こった」という概念であった。この共進化モデルによって、セスキペダレとキサントパンスズメガの進化が起こったのだとすれば、距と口吻の長さは進化に伴って連続的な変化をしてきたことになる。

### 送粉者シフトモデル
セスキペダレの進化に関して、ダーウィンとウォレスによる説明と異なる仮説による進化経路が1997年に提唱された。その仮説は送粉者シフトモデルと呼ばれており、「長い距を持つ植物の進化において、送粉者との共進化ではなく、進化過程で送粉者が入れ替わることにより距の長さの不連続な変化が起こった」とする仮説である。その後の研究により、送粉者シフトモデルを支持する植物群も見出されている。
しかしながら、送粉者シフトモデルは共進化モデルを完全否定するわけではなく、送粉者シフトモデルに適合するとしたオダマキ属の一部について、過去の進化過程でスズメガ送粉者との共進化が起こった可能性も示されている。

## 引用文献
- 唐沢耕司、(1997)「アングレカム」、『朝日百科　植物の世界　第九巻』、p.146-147

以下は英語版の脚注文献"Notes"および引用文献"references"であり、日本語化の際には必ずしも参照していない。
1. ↑  Louis-Marie Aubert du Petit-Thouars (1822). Histoire Particulière des Plantes Orchidées Recueillies sur les trois Isles Australs d'Afrique
2. ↑  Jones, Keith (1967). "The Chromosomes of Orchids: II: Vandeae Lindl." Kew Bulletin 21:151.
3. ↑  Jeffrey, D.C., J.K. Arditti and H. Koopowitz (1970). "Sugar Content in Floral and Extrafloral Exudates of Orchids: Pollination, Myrmecology and Chemotaxonomy Implication." New Phytologist 69:187-195.
4. ↑  唐沢(1997)p.146
5. ↑  Rothschild, LW and KA Jordan (1903). "A revision of the lepidopterous family Sphingidae." Novitates Zoologicae 9:1-972.
6. ↑  Wasserthal, LT (1997). “The pollinators of Malagasy star orchids Angraecum sesquipedale, A. sororium and A. compactum and the evolution of extremely long spurs by pollinator shift.”. Botanica Acta 110 (5):  343-359.

## 参考資料
- 横山潤「ダーウィンとラン：あるランとの出会いが導いた共進化の発想」『科学』第78巻第12号、岩波書店、2008年、1330-1332ページ。
- 土橋豊『ビジュアル園芸・植物用語事典』家の光協会、1999年。ISBN 978-4259539115。

## 画像

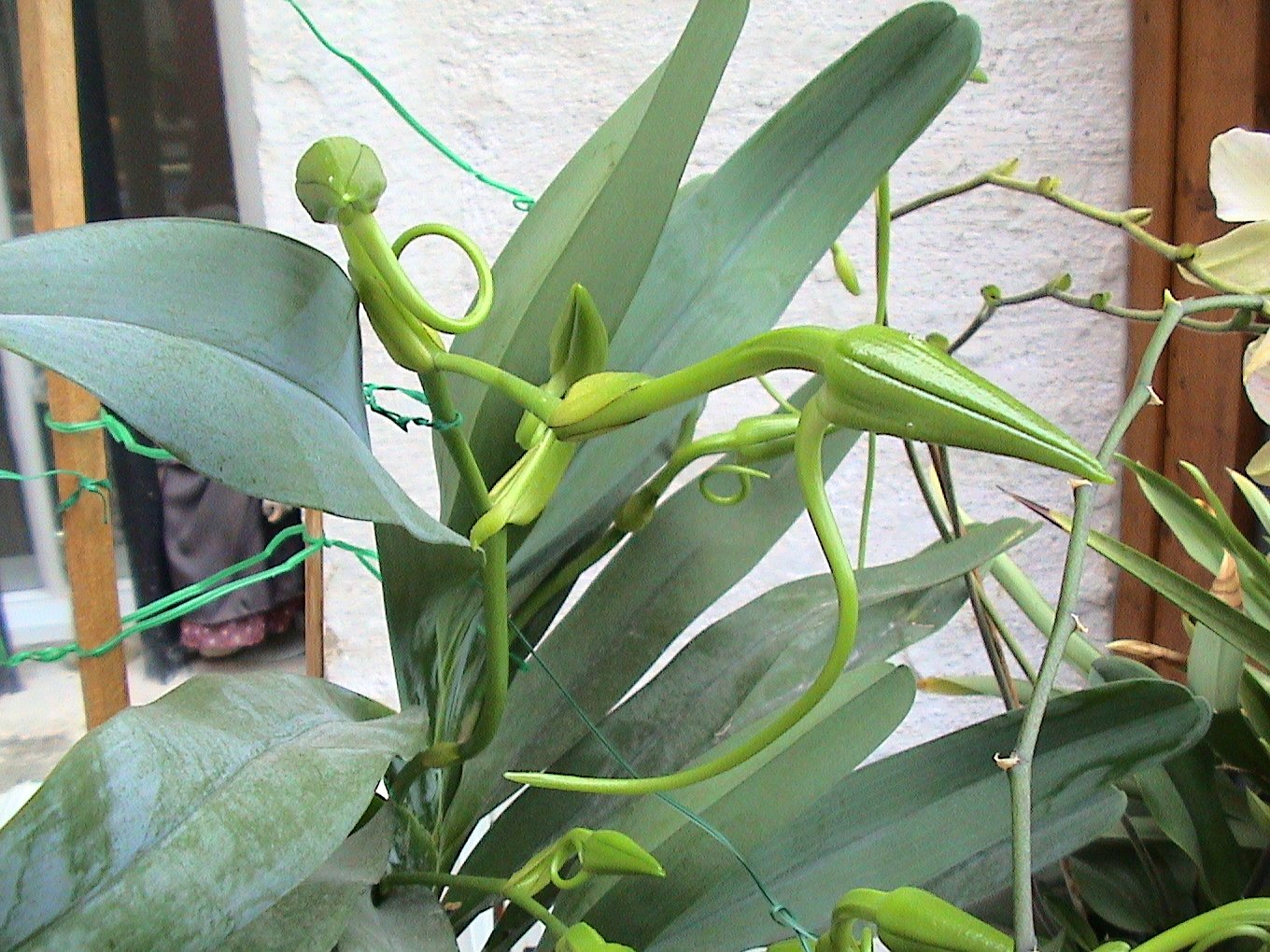
未開花の花（つぼみ）
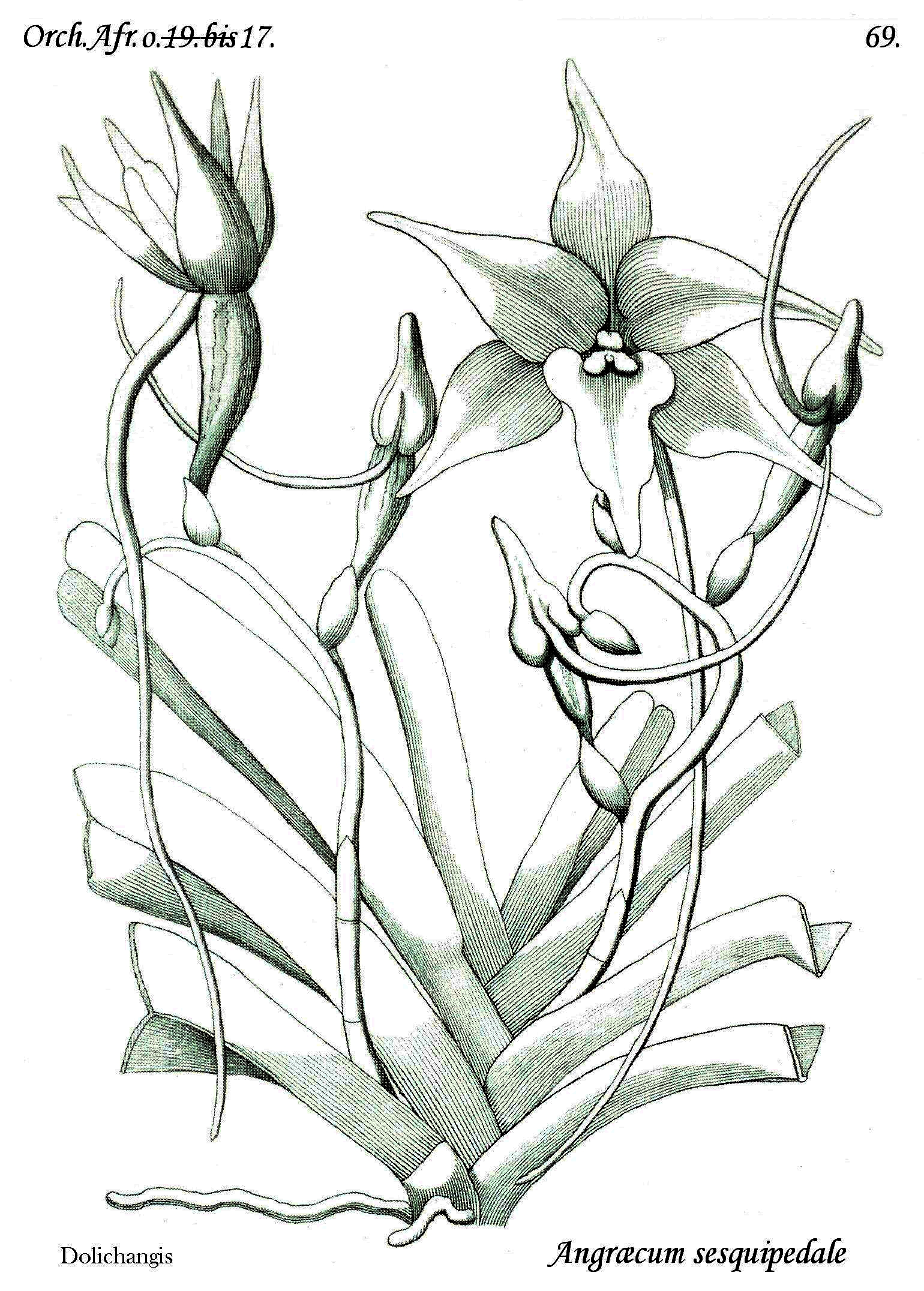
Thouars (1822) 69ページの解説図。